# Etóxido de niobio(V)
El etoxido de niobio(V) es un compuesto metalorgánico de fórmula Nb2(OC2H5)10. Es un líquido incoloro que se disuelve en algunos disolventes orgánicos pero se hidroliza con facilidad. Se utiliza principalmente para el procesamiento sol-gel de materiales que contienen óxidos de niobio.

## Estructura
Los alcóxidos metálicos rara vez adoptan estructuras monoméricas, y el etóxido de niobio(V) no es una excepción. Los primeros estudios establecieron que los alcóxidos de niobio se agregan en solución como dímeros. Los análisis cristalográficos posteriores establecieron que el metóxido y los isopropoxidos de niobio adoptan estructuras bioctaédricas. Desde una perspectiva geométrica, los diez átomos de oxígeno del ligando etóxido de la molécula de Nb2(OEt)10 en solución definen un par de octaedros que comparten una arista común con los dos átomos de niobio situados en sus centros. Desde el punto de vista de los enlaces, cada centro de niobio está rodeado octaédricamente por cuatro ligandos etoxi monodentados y dos ligandos etoxi puente. Los átomos de oxígeno de los etóxidos puente están unidos a ambos centros de niobio, y estos dos ligandos son cis entre sí dentro de la esfera de coordinación. La fórmula [(EtO)4Nb(μ-OEt)]2 representa de forma más completa esta estructura dimérica, aunque la fórmula simplificada se utiliza habitualmente para la mayoría de los fines.

## Preparación y reacciones
Este compuesto se prepara por metátesis salina a partir de pentacloruro de niobio (Et = C2H5):
10 NaOEt  +  Nb2Cl10   →   Nb2(OC2H5)10  +  10 NaCl
La reacción más importante de los alcóxidos de niobio es su hidrólisis para producir películas y geles de óxidos de niobio.Aunque estas reacciones son complejas, pueden describirse mediante esta ecuación simplificada:
  Nb2(OC2H5)10  +   5 H2O   →   Nb2O5  +  10 HOEt
La descomposición térmica del Nb(OC2H5)5 comienza por encima de 325 - 350 °C. Esto puede observarse con QMS como una cantidad creciente de etanol y etano liberados. El éter dietílico, el C2H5OC2H5 y el óxido de niobio (V) son los productos de descomposición liberados tras un proceso de deposición en capa atómica o de deposición química en fase vapor. La reacción de descomposición puede resumirse como sigue:
Nb2(OC2H5)10   → Nb2O5 + 5 O(C2H5)2